# Известковые удобрения
Известко́вые удобре́ния — понятие, под которым объединяют различные известковые материалы, применяемые в сельском хозяйстве с целью снижения вредной для большинства сельскохозяйственных растений кислотности почвы и обогащения её кальцием.

## История
С древних времён человечество применяет в сельском хозяйстве известковые удобрения — ещё в I веке н. э. земледельцы Галлии и Британских островов для повышения плодородия почвы вносили на поля мергель и мел. В странах Западной Европы (Великобритании, Германии, Франции, Нидерландах и других) с XVI века широко применяли известкование (хотя до конца XIX века и не знали механизма действия извести). В дореволюционной России известковые материалы практически не использовали. В годы Советской власти широкомасштабное известкование, проводимое на миллионах гектаров кислых почв, стало одним из важнейших приёмов повышения плодородия пахотных земель.

## Материалы
В качестве известковых удобрений традиционно применяют природные известковые породы:
- твёрдые, которые перед внесением в почву необходимо размалывать или обжигать — известняк, доломит, мел;
- мягкие, которые перед применением не требуют размола, более эффективны и быстрее действуют, чем твёрдые (например, молотый известняк) — известковый туф, озёрную известь (гажу), мергель, природную доломитовую муку;
- продукты переработки природных пород — жжёную известь (негашёную комовую и молотую, гашёную, или пушонку);

Также применяются отходы промышленности и строительства:
- отходы промышленности, содержащие известь: дефекационную грязь, сланцевую и торфяную золу, цементную пыль, белитовую муку (отход алюминиевого производства), отходы целлюлозно-бумажных комбинатов, доменный шлак и так далее[1].
- старая штукатурка, измельчённая до толщины в 2—3 мм.

## Применение
Известковые удобрения вносятся в почву осенью под основную глубокую обработку. При их внесении в почву применяют перемешивание с почвой и заправка посадочных ям.
Перед внесением в почву твёрдые известковые ископаемые измельчают. Негашеную известь перед известкованием почвы, для превращения комков в порошок, гасят водой из расчета 3-4 ведра на 100 кг извести. Для пополнения запасов магния в легких песчаных почвах используется доломит и известняк с доломитом.
Дозы известкования обычно подразумевают молотый известняк. Эти же дозы используются для внесения доломитов, туфов и других известковых удобрений, не содержащих углекислых солей кальция. Для гашеной извести дозы уменьшают на 25 %, а для мергеля увеличивают.